# Klofatindur
Klofatindur är en bergstopp i republiken Island. Den ligger i regionen Austurland, 400 km öster om huvudstaden Reykjavík. Toppen på Klofatindur är 1 042 meter över havet.
Runt Klofatindur är det mycket glesbefolkat, med 2 invånare per kvadratkilometer. Närmaste större samhälle är Reyðarfjörður, omkring 19 kilometer norr om Klofatindur. Trakten runt Klofatindur består i huvudsak av gräsmarker.